# Gare de Berlin-Köpenick
La gare de Berlin-Köpenick est une gare ferroviaire à Berlin, dans le quartier de Köpenick.

## Situation ferroviaire
La gare de transit à deux voies se trouve sur la ligne de Berlin à Wrocław qui sépare Stellingdamm et Elcknerplatz reliés par la Bahnhofstraße. Immédiatement au sud de la station de S-Bahn, il y a la gare de fret de Berlin-Köpenick.

## Histoire
La halte ouvre en même temps que la section Berlin à Francfort-sur-l'Oder le 23 octobre 1842. La gare se trouve alors à environ un kilomètre de la commune de Köpenick, alors indépendante. La Bahnhofstrasse est créée en tant que lien entre la ville et la gare.
Entre 1899 et 1902, les installations de la gare sont fondamentalement remaniées pour augmenter le trafic. La gare a un nouveau bâtiment d'accueil, construit par les architectes Karl Cornelius et Waldemar Suadicani (de). Elle a aussi une plate-forme centrale, un système de virage à trois voies vers l'est pour les trains de banlieue et un point de chargement des marchandises le long des voies à longue distance. La gare de 1883 de circulation à cheval dans la direction du centre-ville de Köpenick  est converti en 1903 pour l'exploitation électrique.
Le 11 juin 1928, l'électrification pour les trains de banlieue est mise en service. Comme au départ il n'y avait pas assez de trains pour le fonctionnement électrique, on conduit jusqu'au 20 mars 1929 en mode mixte.
La Welthauptstadt Germania nazie prévoit l'extension de la ligne sur six voies jusqu'à Köpenick, car entre Köpenick et Ostkreuz, un train de banlieue longue distance (similaire aux trains Regional-Express d'aujourd'hui) doit parcourir la route de près de dix kilomètres sans s'arrêter. En outre, une connexion directe est prévue pour les trains à grande distance entre l'anneau sud et le chemin de fer de Silésie, ce qui doit permettre de simplifier le trafic de  la gare de Köpenick. Cependant, le projet n'a jamais dépassé le stade de la planification en raison de la Seconde Guerre mondiale.
Après la fin de la guerre, de nombreuses voies sont démantelées par l'administration militaire soviétique à des fins de réparation. Cependant, comme la ligne de Berlin à Wrocław représente la principale voie ferrée en direction de l'Union soviétique, les deux voies de la S-Bahn sont démantelées. La ligne est rétablie trois ans plus tard sur une voie, le deuxième revient en 1957.
Le 10 octobre 2003, il y a un grave accident au passage souterrain de Bahnhofstraße, une jetée de pont est arrachée. Comme le danger d'effondrement existe au début, le trafic est redirigé en conséquence. L'accident entraîne une nouvelle discussion sur la rénovation ou même le renouvellement du pont, car il représente un goulot d'étranglement. Une route de déviation sur les rues Am Bahndamm et Hämmerlingstraße est envisagée.
Depuis la fin de l'année 2015, la gare est contrôlée par un poste d'aiguillage informatique.
Le trafic du plan de développement de la ville prévoit la construction d'une plate-forme régionale à Köpenick dans les années à venir. Il s'agit alors de remplacer l'ancienne gare de Karlshorst, créée après la construction du mur de Berlin en tant que gare provisoire des trains longue distance. Au début, cette construction est prévue par la Deutsche Bahn à partir de 2007. Après des difficultés de financement, les plans pourraient être repris en 2011, après que la Secrétaire d'État de Berlin, Maria Krautzberger, demande une prise en charge des coûts par le Land de Berlin. La gare devait être terminée en 2015 pour deux lignes S-Bahn et deux lignes régionales. Des barrières acoustiques à haut débit sont prévues pour protéger les résidents locaux contre la menace de pollution sonore. L'entrée sur Elcknerplatz doit être pourvue d'une façade en verre. Dans le plan de développement urbain, cependant, l'objectif est d'obtenir un financement du gouvernement fédéral. Le secrétaire suivant, Christian Gaebler (de), répond à une enquête parlementaire en avril 2012 que les coûts de 5 millions d'euros seraient supportés par le Land de Berlin. Le début de la construction est fixé pour 2017, la mise en service pour 2019. Mais des retards s'accumulent. La solution est maintenant un troisième chemin de fer principal entre la cour de triage de Köpenick et la croix de Wuhlheide, le financement est maintenant garanti. La Deutsche Bahn suppose qu'il ne sera pas possible de commencer la construction avant 2021, en raison de la nouvelle procédure d'approbation de la planification ainsi que des retards redoutés causés par les poursuites des résidents. Avec une période de construction prévue de six ans, la nouvelle gare sera achevée en 2027.

## Service des voyageurs

### Intermodalité
La gare est en correspondance avec les lignes de tramway 62, 63 et 68 ainsi que plusieurs lignes de bus de la BVG.